# Strahwalde
Strahwalde (hornolužickosrbsky Strawałd) je vesnice, místní část města Herrnhut v Horní Lužici v německé spolkové zemi Sasko. Nachází se v zemském okrese Zhořelec a má 706 obyvatel.

## Historie
Od roku 2010 je součástí města Herrnhut.

## Geografie
Leží asi 8 kilometrů jihovýchodně od Löbau a 18 kilometrů severozápadně od Žitavy. Přes obec vede spolková silnice B178 a železniční trať Žitava-Löbau.